# Tetrazygia bicolor
Tetrazygia bicolor là một loài thực vật có hoa trong họ Mua. Loài này được (Mill.) Cogn. miêu tả khoa học đầu tiên năm 1891.

## Hình ảnh

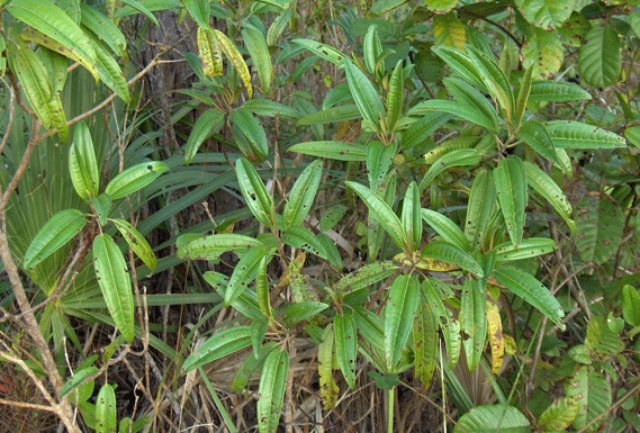
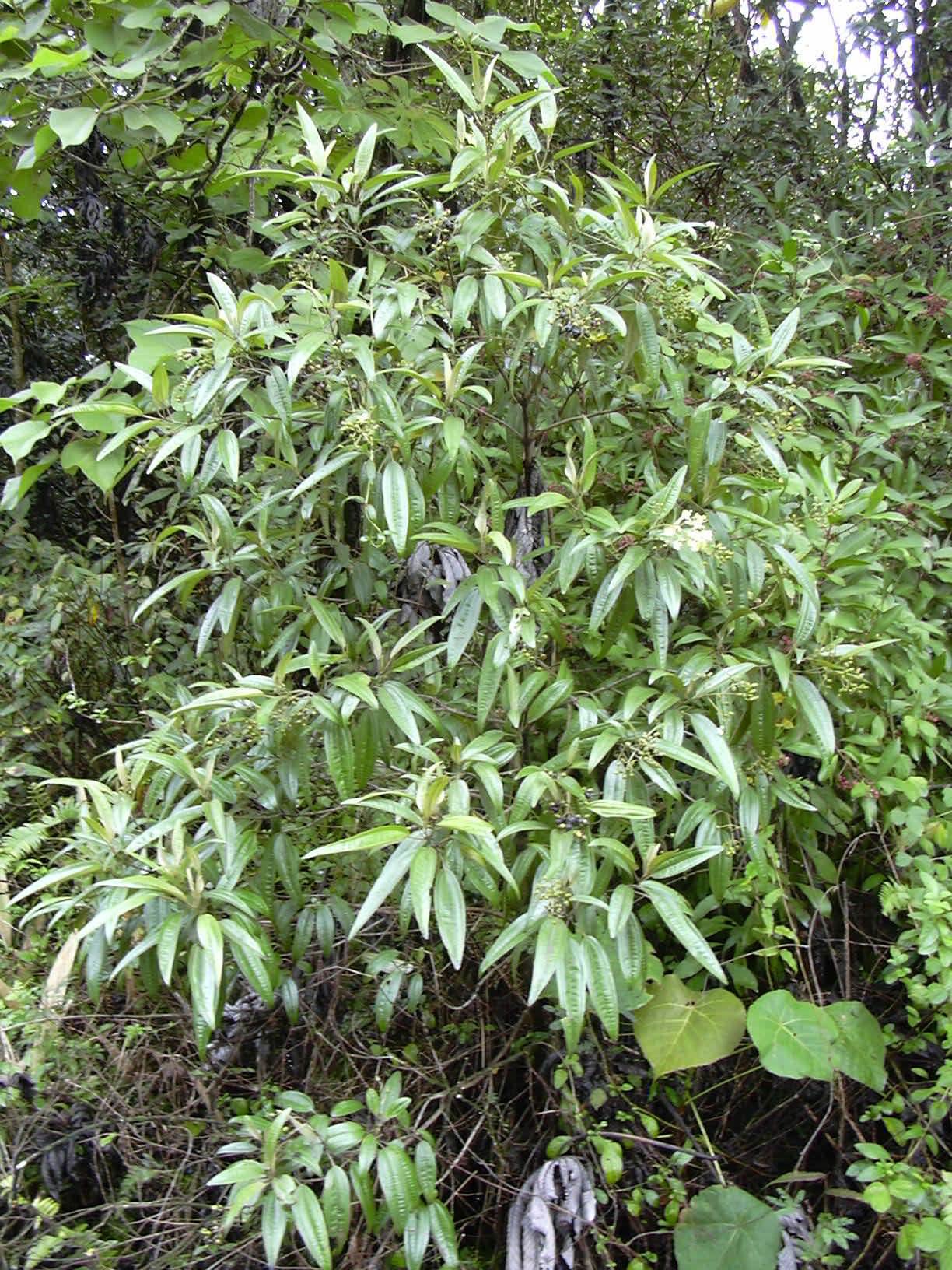
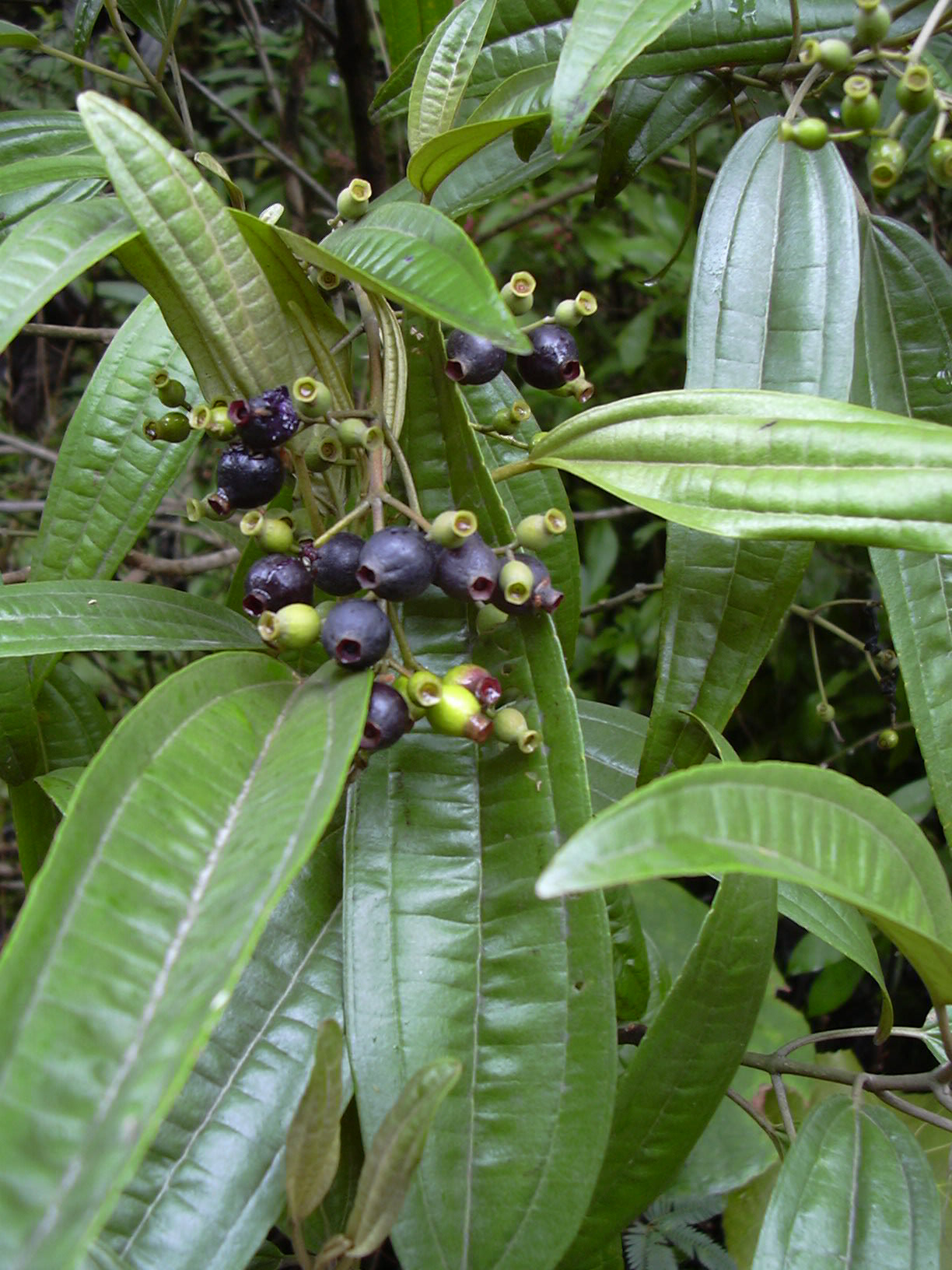
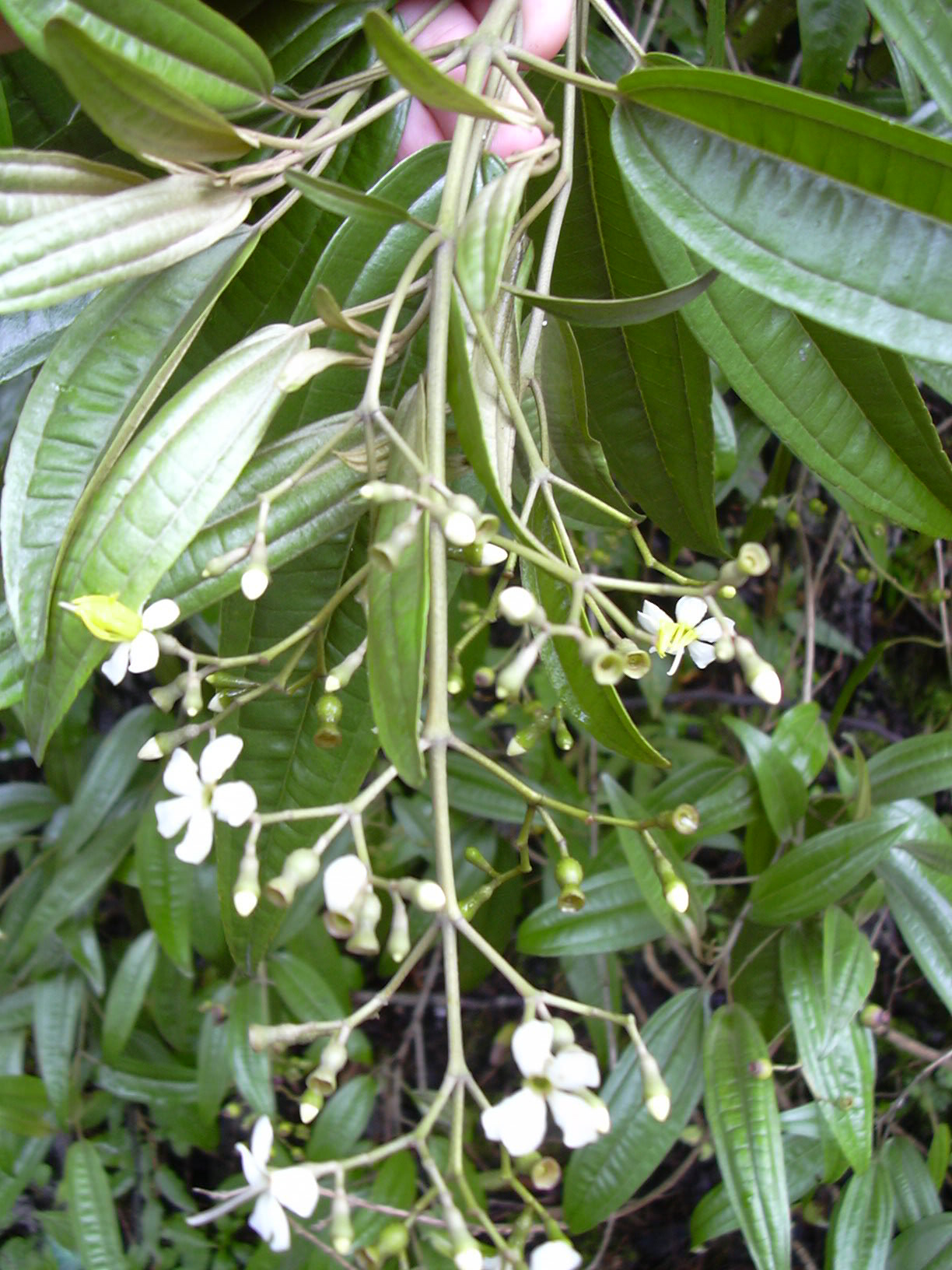